# Ятвязька мова
Ятвязька мова — мертва західнобалтійська мова балтійської групи балто-слов'янської гілки індоєвропейської мовної сім'ї., якою розмовляло зникле плем'я/етнос ятвягів. Вийшла з ужитку приблизно в XVII в. Близька до давньопрусської, разом з якою утворює західнобалтійську підгрупу балтійських мов.

## Територія поширення
У XIII ст. ятвязька мова була поширена із заходу на схід від Східної Пруссії і Мазовії до Волковиська, а з півночі на південь — від селища Маріямполе (Литва) до середньої течії річки Буг (околиці містечка Дорогочин).

## Діалекти
Виділяють два основних діалектних регіони, назви яких спричинили виникнення різних назв мови для різних народів.
- Судавський діалект — діалект ятвязької мови, що був поширений в регіоні Судавія (сучасний північний схід Польщі, південний захід Литви, крайній південний схід колишньої Східної Пруссії та частина білоруського Занімання). До 13 ст. майже всіх носіїв діалекту винищив Тевтонський Орден. Небагато з тих, що залишилися живими, тікали на територію сучасної Литви, пізніше їхні землі заселили литовці, німці й білоруси. Остаточно зник в 16-17 ст., відомі кілька фраз періоду 16 ст.

- Власне ятвязький діалект — діалект ятвязької мови, що був розповсюджений у колишньому історичному регіоні Ятва (Підляшшя і захід Білорусі приблизно до Дятлова). В період 16-17 ст. був витіснений польською та староукраїнською. Представлений невеликим словником «Pogańskie gwary z Narewu» (укр. «Поганські говірки з річки Нарви»). На думку М. Шеляговича, сучасні поліщуки є нащадками того ятвязькомовного населення[6].

## Історія
Ятвяги та сусідня Голядь були двома балтійськими племенами чи націями, що згадані в грецького географома Птолемея у 2 столітті нашої ери як Galindai і Soudinoi, (Γαλίνδαι,Σουδινοί). Хоча Судавський і Ятвязький були окремими діалектами однієї мови, вони об'єднані як єдиний діалект у 10-му столітті, коли дві країни створили Федерацію з Denowe — Дайнавці. Петро з Дусбурга в своєму Chronicon Terrae Prussiae 14 століття називає регіон Судовія, а його жителів — Судавці.
Після того, як регіон завоювали тевтонські лицарі, мова вимерла, а її носіїв поступово асимілювали німецькі, литовські та слов'янські народи.

## Основна характеристика

### Фонетика
Ятвязька мова була безписемною, і до теперішнього часу про її характер можна було судити тільки з топонімів, збережених на колишній території проживання її носіїв. Також відома велика кількість ятвягізмів, які знаходять в сучасних говірках білоруської, польської та литовської мов, які є суперстратними стосовно до мертвої ятвязької мови. З цією інформацією сучасні вчені зуміли відновити частину словникового запасу й фонетики мови. Серед фонетичних особливостей потрібно відзначити t’ > k’, d’ > g’ (що зближує ятвязьку мову зі слов'янськими), депалаталізація š’, ž’, č’, ǯ’, s’, z’, r’, l’ (також часткова депалаталізація p’, b’, v’, m’), перехід š > s, ž > z (як у прусській, куршській, земгальскій, селонській і латиській мовах); збереження дифтонга еі (у литовській та латиській мовах відбувся перехід в іе), збереження старобалтійського *ā і відсутність змішування *ā/*ō, перехід i > e, звук s замість š; z замість ž; палаталізація k > c та інші примітні особливості у сфері лексики, морфології та словотворення.

### Лексика
Щасливим винятком вважають невелику кількість записів деяких висловів ятвязькою мовою (говірка т. н. «Судавського куточка»), що зробив був у 16 ст. Єроним Малетиюс у його праці «Опис судавів». Ці вирази короткі й часто повторюються:
- Trencke trencke — «Стукни, стукни!»
- Kellewesze perioth kellewesze perioth — «Кучер приїхав, кучер приїхав»
- Ocho moy myle schwante panicke — «О мій милий святий вогнику»
- Kailess noussen gingis — «Будь здоров, наш друже!»
- Kayles poskayles enis per andros — «Вітаю, вітаю, один через іншого»
- Geygey begeyte pockolle — «Гей-гей, біжіть, чорти»

Завдяки цим даним поступово відновлюється синтаксис і граматичний образ ятвязької мови, збільшується кількість відомих лексем і взнаються окремі вирази.

## Словник говірок з Нарви
Найзначнішим етапом у вивченні вченими ятвязької мови стає випадкова знахідка у 1978 році в північній частині Біловезької пущі рукописного словника «Pogańskie gwary z Narewu» (укр. «Поганські говірки з Нареву»). Даний словник був переписаний у зошит, але швидко втрачений. На щастя, литовський лінгвіст Зіґмас Зінкявічюс зумів видати і опублікувати в 1984 р. словник за переписаним варіантом. Словник містить близько 200 слів і багато вчених (наприклад, З. Зінкявічус, Е. Хялімський, У. Орел, У. Топоров) впевнено вважають лексику словника балтійською. У словнику міститься багато понять, що відкривають до цього таємні подробиці культурного життя ятвягів: guti («Хрестоносці»), drygi («москалі»), Naura («Нарва»), Pjarkuſ («Перкунас»), łaume («жіноче божество»), tuołi («чорт»), aucima («село»), pesi («бидло»), taud («народ»), wałtida («здоров'я»), ward («слово»), weda («дорога»), wułks («вовк»). У словнику досить значна кількість дієслів, займенників і числівників.